# Мильто, Сергей Владимирович
Серге́й Влади́мирович Ми́льто (род. 1 ноября 1971, Пермь) — советский и российский хоккеист, игравший в клубах Межнациональной хоккейной лиги и российской Суперлиги, затем тренер юношеских и молодёжных команд в городе Перми.

## Биография
Сергей Владимирович Мильто родился 1 ноября 1971 года в городе Перми Пермской области, ныне город — административный центр Пермского края.
Воспитанник хоккейной школы пермского «Молота», в котором дебютировал в 1988 году в первой лиге чемпионата СССР. В 1992 году клуб «Молот» стал одним из основателей Межнациональной хоккейной лиги (МХЛ). В 1993—1995 годах играл в краснокамской «России», сезон 1994/1995 завершил в тюменском клубе МХЛ «Рубин».
В 1997 вернулся в пермский клуб, получивший название «Молот-Прикамье» и выступающий в Суперлиге. После перерыва с 2000 по 2004 годы, когда представлял ижевскую «Ижсталь» в высшей лиге, в сезоне 2004/2005 вновь вернулся в «Молот-Прикамье».
В 2005—2008 годы вновь представлял клубы высшей лиги: саратовский «Кристалл», кирово-чепецкую «Олимпию», вновь «Ижсталь», затем в очередной раз вошёл в состав «Молота-Прикамье» (покинувшего Суперлигу), закончил карьеру в курганском «Зауралье».
Окончил Чайковский государственный институт физической культуры.
С 2011 года — тренер МАОУ ДОД СДЮШОР «Молот» г. Перми, с 2023 года входит в тренерский штаб МХК «Молот».